# Georg Memminger
Georg Memminger – niemiecki kierowca wyścigowy.

## Kariera
Memminger rozpoczął karierę w międzynarodowych wyścigach samochodowych w 1982 roku od startów w FIA World Endurance Championship. Z dorobkiem trzech punktów uplasował się na 86 pozycji w klasyfikacji generalnej. W późniejszych latach Niemiec pojawiał się także w stawce European Endurance Championship, 24-godzinnego wyścigu Le Mans, Porsche 944 Turbo Cup, 24 Heures de Spa-Francorchamps oraz Niemieckiego Pucharu Porsche Carrera.